# Ida Kohl
Ida Kohl (* 25. Juli 1814 in Bremen; † 25. Dezember 1888 in Freiburg im Breisgau) verheiratete Gräfin von Baudissin, war eine deutsche Schriftstellerin.

## Leben
Kohl entstammt einer alten Bremer Kaufmannsfamilie. Sie war die Tochter des Bremer Weinhändlers Elard Kohl (1777–1830) und seiner Frau Minna, geb. Rumann (1786–1864). Ida hatte zwölf Geschwister. Nach dem Tod des Vaters musste die Familie ihr Haus in der Sögestraße aufgeben. Kohl war in den 1830er Jahren einige Zeit in England als Gouvernante tätig. Sie war die Schwester des Reiseschriftstellers Johann Georg Kohl, den sie auf Reisen nach Frankreich und England begleitete. Zusammen mit ihrem Bruder veröffentlichte sie das dreibändige Werk Englische Skizzen, das 1845 in Leipzig erschien. Unter ihrem eigenen Namen veröffentlichte sie um 1845 das ebenfalls dreibändige Werk Paris und die Franzosen. An den Werken Reisen in Schottland von 1844 und Reisen in England und Wales und Land und Leute der Britischen Inseln von 1845 hat sie mitgewirkt.
1846 heiratete sie in Freiburg den Großherzöglich Oldenburgischen Kammerherren Graf Hermann Wilhelm von Baudissin (* 2. Oktober 1798; † 13. Mai 1891). Er brachte aus seiner ersten Ehe drei Töchter mit. Das Paar hatte drei Kinder:
- Wolfgang Wilhelm Friedrich (* 26. September 1847; † 6. Februar 1926)
- Agnes Luise Ottilie (* 18. Juni 1850; † 16. Juli 1938)
- Hans Hermann Georg Adolf (* 30. Juli 1851; † 1911)

Die Familie wohnte zunächst auf ihrem Sophiengut bei Preetz und zog dann nach Freiburg um. Ihr Bruder hielt den Kontakt und besuchte sie in Freiburg. Nach seinem Japanaufenthalt übersetzte er unter ihrer Mitarbeit das Werk von Algernon Betram Freeman-Mitford Tales of Japan ins Deutsche (Geschichten aus Alt-Japan von 1875). Nach ihrem Tod erschien noch ein Roman von ihr.

## Werk
- Paris und die Franzosen: Skizzen, Band 1, Band 2, Band 3
- (zusammen mit Johann Georg Kohlː) Englische Skizzen
  - 1. Teil: Häusliches. Geselliges. Google
  - 2. Teilː Ernsthaftes. Heiteres. Google
  - 3. Teilː Spaziergänge à l'Anglaise. Blumen und Kränze. Irländisches. Miscellen. Google
- Durch Sturm und Not. Roman. ReutlingenːEnßlin & Laiblin 1914 (Ensslins Mark-Bände 32), 320 S.